# 台杉

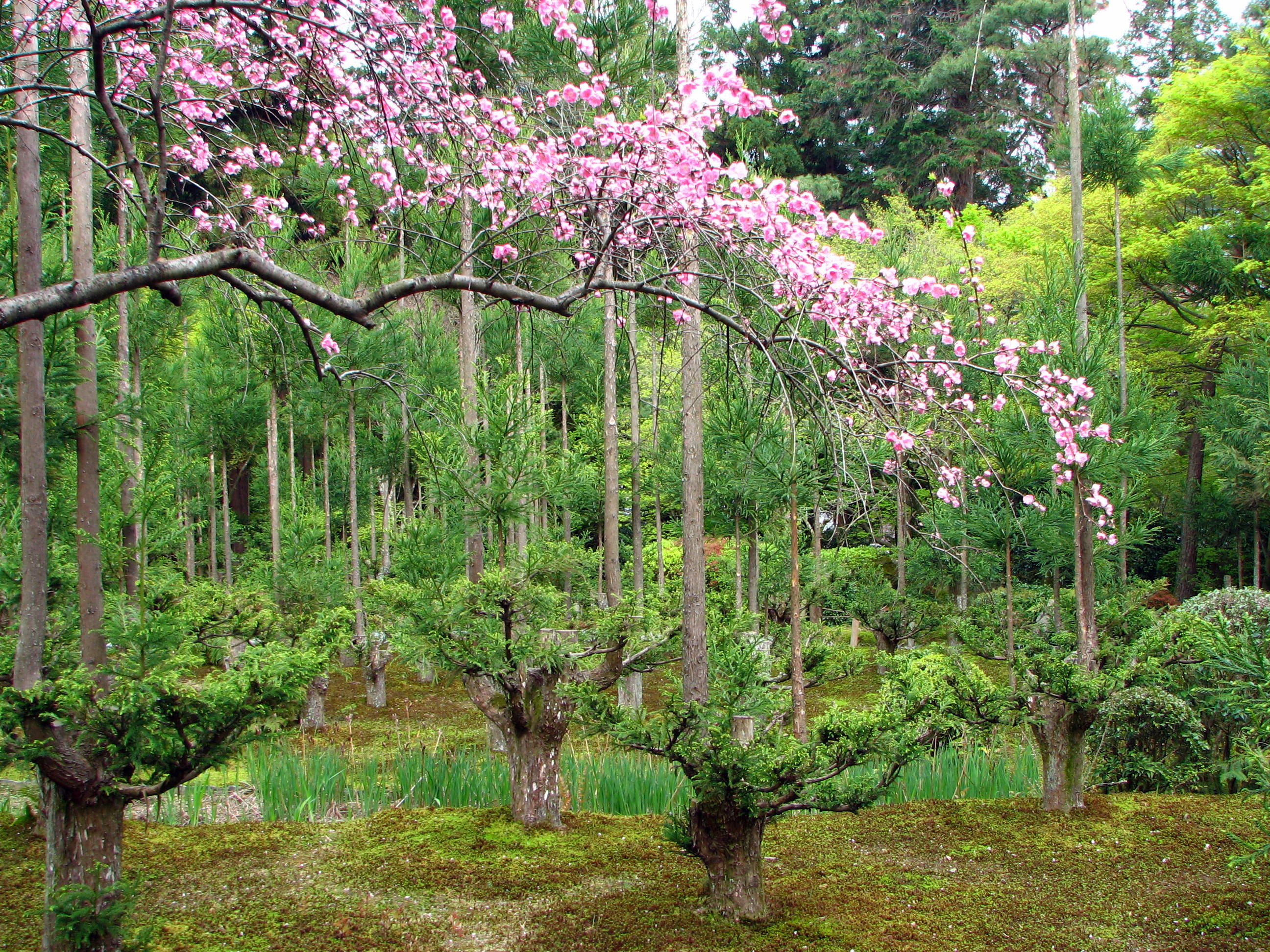
龍安寺の台杉

台杉（だいすぎ）とは、日本を代表する造林樹種であるスギの仕立て方で、地際から2m以上の高さの位置で多数の幹が株分かれし、特異な樹形を呈したものを指す。 北山杉と呼ばれる京都の北山地域で発展し、磨丸太や垂木丸太として利用されてきた。昭和30年代より台杉による丸太生産は徐々に衰退したものの、特異な樹形を活かした庭木としての需要もある。

## 歴史
台杉による丸太生産は、室町時代の応永年間に始まったものとされている。当時茶の湯が流行により茶室建築に台杉丸太が使われたことで広く普及したとされている。現在、台杉と呼ばれているものは、一般的に京都大学芦生演習林で中井理学博士が発見し命名したアシウスギが原種とされるが、台杉の生産が盛んな京都北山地域ではシロスギと呼ばれる「ホンジロ、ミネヤマジロ、ホオヅキジロ、シバハラ」の4品種が代表的される。

## 全国の台杉
一本の株から多くの幹が発生する形状の杉は、北山地域の台杉以外にも確認されており、岐阜県関市板取地区の株杉などが知られている。

## 発生要因
日本海側のスギには、積雪期に倒伏した際に、個体を再生する手段として、倒れた幹から根を出して新たな幹を立たせる伏条性の性質に長けた品種が認められ、こうしたスギを活かして台状に伐採した株から多数の幹を発生させたのではないかとも考えられている